# آلکساندر ماناسیان
آلکساندر هوهانسی ماناسیان (ارمنی: Ալեքսանդր Հովհաննեսի Մանասյան؛  زادهٔ ۲۰ نوامبر ۱۹۱۰ - درگذشته ۲۸ آوریل ۱۹۹۵) یک دامپزشک و استاد اهل ارمنستان بود.

## زندگی‌نامه
در ۲۰ نوامبر ۱۹۱۰ در ایروان به دنیا آمد و از انستیتو دام‌پروری و دام‌پزشکی ایروان (۱۹۳۳) فارغ‌التحصیل شد. وی در انستیتو دام‌پروری و دام‌پزشکی ایروان فعالیت می‌کرد.  وی همچنین برنده دانشمند شایسته ارمنستان شوروی نشان برجسته افتخار (۱۹۶۷) شده است. وی در ۲۸ آوریل ۱۹۹۵ در سن ۸۴ سالگی در شهرستان ایپاتوفسکی درگذشت.

## یادداشت
1. ↑  անասնաբուժական գիտությունների դոկտոր